# Konstantin Novoselov
Sir Konstantin Sergeevich Novoselov FRS FRSC FInstP (russisk: Константи́н Серге́евич Новосёлов, tr. Konstantin Sergejevitj Novosjolov; født 23. august 1974) er en russisk-britisk fysiker og professor på Centre for Advanced 2D Materials ved National University of Singapore. Han er også Langworthy Professor på School of Physics and Astronomy ved University of Manchester. Han modtog nobelprisen i fysik i 2010 sammen med Andre Geim for deres arbejde med grafen.